# 고백 (1971년 영화)
고백은 1971년 공개된 대한민국의 영화이다.

## 배역
- 신성일
- 고은아

## 수상
- 1972년 제8회 백상예술대상
  - 영화부문 연기상 - 고은아